# Nucleariida
Nucleariids là một nhóm amip với các chân giả sống chủ yếu trong đất và nước ngọt. Chúng được phân biệt với nhóm vampyrellida rất giống chúng chủ yếu bởi mitochondria với crista dạng đĩa.

## Phân loại học
Nucleariida thuộc là các opisthokont, nhánh lớn này bao gồm động vật, nấm và các nhóm nhỏ hơn. Nhiều nghiên cứu đã xếp nucleariida là một nhóm chị/em với nấm.
|  | Plantae        |
|  |                |
|  | Chromalveolata |
|  |                |

|  | Animalia  |
|  |           |
|  | Choanozoa |
|  |           |

|  | Fungi       |
|  |             |
|  | Nucleariida |
|  |             |

|  | Animalia  |
|  |           |
|  | Choanozoa |
|  |           |

|  | Fungi       |
|  |             |
|  | Nucleariida |
|  |             |

|  | Animalia  |
|  |           |
|  | Choanozoa |
|  |           |

|  | Fungi       |
|  |             |
|  | Nucleariida |
|  |             |

|  | Animalia  |
|  |           |
|  | Choanozoa |
|  |           |

|  | Fungi       |
|  |             |
|  | Nucleariida |
|  |             |

Một trong các quan điểm về các giới lớn và các nhóm thân cây của chúng.
Các chi
Nhóm này gồm các chi:
- Nuclearia[2] và Micronuclearia.
- Các chi khác: Rabdiophrys, Pinaciophora, và Pompholyxophrys, là những dạng sống trong môi trường nước ngọt với vỏ silic rỗng hoặc có gai. Các chi nhày trước đây nằm trong heliozoa với tên gọi Rotosphaerida.

Theo một bài báo năm 2009, Fonticula là một opisthokont và có quan hệ gần với Nuclearia hơn là với nấm.

## Đặc điểm
Nucleariida là các sinh vật thường rất nhỏ với kích thước tối đa khoảng 50 μm.